# Roux du Valais
Le roux du Valais ou roux du Pays est une race ovine suisse, répandue dans le  Bas-Valais, à l'ouest du plateau suisse, dans le Jura, dans les Alpes bernoises, et ailleurs en Suisse romande.
Elle est à deux fins pour la laine et la chair. Cette race a failli disparaître dans les années 1980 ; au début du XXIe siècle, on en dénombre environ un millier d'individus. Elle est suivie par la fondation suisse Pro Specie Rara.